# 천왕성 패스파인더
천왕성 패스파인더는 2010년 ESA에 제안되었으나 취소된 NASA와 ESA의 천왕성 탐사선이다. 목적은 천왕성의 위성과 기원, 각종 성질을 탐사하는 것이다.

## 역사와 제작배경
2010년, ESA에 천왕성 패스파인더라는 이름으로 제안되었다. 이후 비용 추산에서 M등급(비용등급)으로 4억 7천만 유로가 추산되었다. 그리고 탐사선을 제안한 연구원들은 코스믹 비전의 일환으로 하자는 제안을 했다. 예산 추산뒤 NASA에게 참여 의향은 없냐고 물어본 뒤 참여 의향이 있다고하자, NASA와 계약을 맺어 함께 탐사선을 만들기로 결정했다. 계약을 맺은 뒤, 개발이 예정되면서 개발팀이 구성되고 개발이 시작되었으나, 코스믹 비전의 후보로 떨어지면서 취소되었다.

## 발사
2025년 1월 아틀라스 V로 발사되어 2037년에 천왕성에 도착할 예정이다.

## 지원, 개발, 투자
- ESA
- MSSL
- NASA

## 같이 보기
- 천왕성의 대기
- 천왕성 탐사
- 천왕성의 위성
- MUSE (탐사선)
- ODINUS